# لیگ برتر فوتبال قرقیزستان
لیگ برتر فوتبال قرقیزستان (قرقیزی: Кыргыз Премьер Лигасы, Keurgeuz Premier Ligaseu) یا OLIMPBET لیگ برتر برای اهداف حمایت مالی، بخش فوتبال حرفه ای در قرقیزستان است. این لیگ در سال ۱۹۹۲ پس از انحلال اتحاد جماهیر شوروی ایجاد شد. این لیگ از ده تیم تشکیل شده است. موفق ترین تیم باشگاه فوتبال دوردوی بیشکک است که سیزده بار قهرمان شده است.
برنده لیگ در مرحله مقدماتی ای‌اف‌سی کاپ، سومین رقابت برتر باشگاهی قاره آسیا، شرکت می‌کند. تیمی که در پایان هر فصل بدترین رکورد را داشته باشد به سطح دوم لیگ قرقیزستان سقوط می کند.
از فصل ۲۰۱۹، لیگ به عنوان لیگ برتر فوتبال قرقیزستان تغییر نام داد.